# Gabriele da Feltre
Gabriele da Feltre (... – dopo il 1578) è stato un pittore italiano attivo nel Regno di Napoli.

## Biografia
Su questo pittore mancano dati biografici, ma è verosimile che fosse originario della città di Feltre o che vi avesse ricevuto la prima formazione artistica. Di lui si conoscono per ora solo due opere, una conservata a Fondi, l'altra nella vicina Campodimele, centri allora inquadrati nel Regno di Napoli.
A Fondi, la cappella dello Spirito Santo nella chiesa di Santa Maria in Piazza conserva il polittico su tavola raffigurante la Trinità tra i santi Giacomo e Giovanni Evangelista; nella cimasa con al centro - in una lunetta - la Vergine col Bambino e - nei due pannelli laterali - sant'Onorato abate (a sinistra) e san Sebastiano (a destra); nella predella i Dottori della Chiesa, un'epigrafe dedicatoria in distici elegiaci latini e lo stemma del committente. Il polittico, firmato dall'autore come Gabriel Feltre(n)xis, fu realizzato nel 1569 su commissione del nobile fondano Albino Saratti.
A Campodimele, nella chiesa di San Michele Arcangelo, si trova una Madonna in trono col Bambino dipinta su tavola: si tratta del pannello centrale superstite di un trittico che in origine comprendeva anche due pannelli laterali raffiguranti san Pietro e san Michele Arcangelo. L'opera è firmata Gabriel Feltre(n)sis e datata 1578.